# Elverkongen
Elverkongen er en dansk spillefilm fra 2016 instrueret af Mikkel Starup efter eget manuskript.

## Handling
Den eventyrlige historie om en pige, Agnete, der søger Elverkongen på Stevns, ved at besøge alle de steder han er blevet set. Hun gribes af sagnene og de mystiske genstande, hun finder, og snart bliver hun draget mod underverdenen – og stiger ned.

## Medvirkende
- Line Fisker Nielsen
- Henrik Jandorf